# Društvo Mattachine
Društvo Mattachine (eng.: Mattachine Society), osnovano 1950., bilo je jedno od prvih organizacija za prava homoseksualaca u SAD-u, vjerojatno već drugo nakon Društva za ljudska prava iz Chicaga. Komunistički i radnički aktivist Harry Hay osnovao je skupinu s grupom muških prijatelja u Los Angelesu kako bi zaštitio i poboljšao prava homoseksualaca. Ogranci su se formirali u drugim gradovima, a do 1961. Društvo se razdvojilo na regionalne skupine.
Na početku prosvjeda za prava homoseksualaca vijesti o kubanskim radnim logorima za homoseksualce nadahnule su Mattachine Society da 1965. organizira prosvjede u Ujedinjenim narodima i Bijeloj kući.

## Osnivanje
Harry Hay zamislio je ideju o gej aktivističkoj grupi 1948. Nakon što je potpisao peticiju za predsjedničkog kandidata Napredne stranke Henryja A. Wallacea, Hay je razgovarao s drugim homoseksualcima na zabavi o osnivanju organizacije za potporu homoseksualaca pod nazivom "Bachelors for Wallace". Ohrabren odgovorom koji je dobio, Hay je te noći napisao načela organiziranja u dokumentu koji je nazvao Poziv. Međutim, muškarci koji su bili zainteresirani za zabavu sljedećeg jutra nisu bili oduševljeni. Tijekom sljedeće dvije godine Hay je pročistio svoju ideju i na koncu osmislio "međunarodni ... bratski poredak" koji bi služio kao "služba za dobrobit posvećena zaštiti i poboljšanju androgine manjine društva". Tu je organizaciju planirao nazvati "Anonimnim neženjama" i zamišljao je da ima sličnu funkciju i svrhu kao Anonimni alkoholičari. Hay je u srpnju 1950. upoznao Rudija Gernreicha. Njih su dvojica postali partneri, a Hay je Gernreichu pokazao Poziv. Gernreich, proglasivši dokument "najopasnijom stvari koju je ikad pročitao", postao je oduševljeni financijski podupiratelj pothvata, iako mu nije posudio svoje ime (umjesto toga služio se inicijalom "R" "). Hay je s Gernreichom, prijateljima i partnerima Daleom Jenningsom, Bobom Hullom i Chuckom Rowlandom održao prvi sastanak Mattachine Society u Los Angelesu pod imenom Society of Fools. James Gruber i Konrad Stevens pridružili su se društvu u travnju 1951. i općenito se smatraju izvornim članovima. Također tog mjeseca grupa je promijenila ime u Mattachine Society, ime koje je predložio Gruber, a odabrao Hay, nakon srednjovjekovnih francuskih tajnih društava maskiranih ljudi koji su zbog svoje anonimnosti bili ovlašteni nekažnjeno kritizirati vladajuće monarhe.
Kako se Hay više uključio u njegov rad u društvu Mattachine, postajao je zabrinutiji da će njegova orijentacija negativno utjecati na Komunističku partiju, koja je kao i većina drugih organizacija u to vrijeme bila antihomoseksualna i nije dopuštala homoseksualcima da budu članovi. I sam Hay obratio se stranačkim čelnicima i preporučio vlastito protjerivanje. Stranka ga je odlučila protjerati kao "sigurnosni rizik", ali ga je proglasila "Doživotnim prijateljem naroda" kao priznanje za njegov prethodni rad u stranci.
Društvo Mattachine je izvorno bilo organizirano po sličnoj strukturi kao Komunistička partija, s ćelijama, zakletvama i pet različitih razina članstva, od kojih je svaka zahtijevala veću razinu uključenosti i predanosti. Kako je organizacija rasla, očekivalo se da se razine podijele u nove stanice, stvarajući i potencijal za horizontalni i vertikalni rast. Članovi osnivači činili su takozvani "Peti red" i od početka su ostali anonimni.
Članstvo Mattachinea isprva je polako raslo, a doživjelo je snažan rats u veljači 1952. kada je osnivač Jennings uhićen u parku u Los Angelesu i optužen za nepristojno ponašanje. Često bi se muškarci u Jenningsovoj situaciji jednostavno izjasnili krivima za optužbu i nadali se da će tiho obnoviti svoj život. Jennings i ostatak Petog reda vidjeli su optužbe kao sredstvo za rješavanje pitanja policijskog zarobljavanja homoseksualnih muškaraca. Skupina je počela objavljivati slučaj (pod nazivom "Odbor građana protiv Entrapmenta"), a publicitet koji je stvorila doveo je do financijske podrške i volontera. Jennings je tijekom suđenja priznao da je homoseksualac, ali inzistirao je da nije kriv za konkretnu optužbu. Porota je bila u slijepoj ulici i društvo Mattachine je proglasilo pobjedu.

## Odabir imena društva
Društvo Mattachine imenovao je Harry Hay na prijedlog Jamesa Grubera, nadahnut francuskom srednjovjekovnom i renesansnom maskiranom skupinom koju je proučavao pripremajući tečaj o povijesti popularne glazbe za projekt obrazovanja radnika. U intervjuu s Jonathanom Nedom Katzom 1976. godine, Haya su pitali za podrijetlo imena Mattachine. Spomenuo je srednjovjekovno-renesansni francuski Sociétés Joyeuses:
Ova je francuska skupina redom dobila ime po Mattaccinu (ili angliziranom Mattachinu), liku talijanskog kazališta. Mattaccino je bio svojevrsni dvorski šaljivac, koji bi kralju govorio istinu kad to nitko drugi ne bi učinio. "Mattachini" (od arapskog mutawajjihin - "nositelji maski") izvorno su bili maurski (hispansko-arapski) plesači s mačevima koji su nosili složene živopisne kostime i maske.
Društvo Mattachine koristilo je takozvane harlekin dijamante kao svoj amblem. Dizajn se sastojao od četiri dijamanta složenih u uzorak kako bi oblikovali veći dijamant.

## Afilijacije članova društva
Većina osnivača Mattachinea bili su komunisti. Kako je makartizam napredovao, povezivanje s komunizmom odnosilo se na neke članove kao i na pristaše, a Hay, posvećeni član KPSAD već 15 godina, odstupio je s mjesta vođe Društva. I drugi su srušeni, a voditeljska struktura manje je pod utjecajem komunizma, zamijenjena umjerenom ideologijom sličnom onoj koju su zagovarale liberalne reformističke organizacije za građanska prava koje su postojale za Afroamerikance. Iako je Hay tvrdio da "nikada nije ni čuo" za raniju gay oslobodilačku borbu u Njemačkoj - od strane ljudi oko Adolfa Branda, Magnusa Hirschfelda i austrougarske Leontine Sagan - poznato je da je o tome razgovarao s njemačkim emigrantima u Americi, uključujući austrijskog Rudija Gernreicha.
Društvo Mattachine postojalo je kao jedinstvena nacionalna organizacija sa sjedištem prvo u Los Angelesu, a zatim, početkom 1956. godine, u San Franciscu. Izvan Los Angelesa i San Francisca, podružnice su osnovane u New Yorku; Washington DC; Chicago; i drugim lokalitetima. Zbog unutarnjih nesuglasica, nacionalna se organizacija raspala 1961. godine. Nacionalna podružnica u San Franciscu zadržalo je naziv "Mattachine Society", dok je newyorško poglavlje postalo "Mattachine Society of New York, Inc" i bilo je poznato pod akronimom MSNY. Ostale neovisne skupine koje koriste naziv Mattachine osnovane su u Washingtonu DC (Mattachine Society of Washington, 1961), u Chicagu (Mattachine Midwest, 1965), i u Buffalu (Mattachine Society of Niagara Frontier, 1970). Godine 1963. kongresmen John Dowdy predstavio je zakon koji je rezultirao kongresnim raspravama o oduzimanju licence za prikupljanje sredstava Mattachine Society iz Washingtona; licenca nije oduzeta.
Uglavnom prijateljski raskol unutar nacionalnog društva 1952. rezultirao je novom organizacijom koja se zvala ONE, Inc. ONE je prihvatio žene i zajedno s Mattachineom pružio vitalnu pomoć kćerima Bilitis u pokretanju časopisa te grupe, The Ladder, 1956. Kćeri Bilitis bile su lezbijski pandan organizaciji Mattachine Society, a dvije su organizacije surađivale na nekim kampanjama, iako su se njihovi pristupi vidljivosti u masovnim medijima znatno razlikovali.
homoseksualnih aktivista koji su se redovito sastajali, počevši od 1961. godine, u nadi da će formirati podružnicu Mattachine Society. Skupina, međutim, nije službeno prepoznata kao podružnica, pa se umjesto toga nazvala Društvom Janus iz doline Delaware. Godine 1964. preimenovali su se u Američko društvo Janus zbog sve veće nacionalne vidljivosti.
U siječnju 1962. osnovane su homofilske organizacije na istočnoj obali (ECHO) sa svojim članstvom, uključujući poglavlja Mattachine Societyja u New Yorku i Washingtonu DC, Društvo Janus i kćeri Bilitisa u New Yorku. ECHO je trebao olakšati suradnju između homofilskih organizacija i vanjskih uprava. 
Uoči 1. siječnja 1965., nekoliko homofilskih organizacija u San Franciscu u Kaliforniji - uključujući Mattachine, Kćeri Bilitis, Vijeće za religiju i homoseksualce i Društvo za pojedinačna prava - održalo je bal za prikupljanje sredstava za međusobne beneficije u kalifornijskoj dvorani u ulici Polk. Policija San Francisca dogovorila se da se neće miješati; međutim, navečer na balu, policija je opkolila Kaliforniju i usmjerila brojna svjetla na njezin ulaz. Kako se svaka od 600 osoba koje su ulazile u loptu približavala ulazu, policija ih je fotografirala. Policijski kombiji bili su parkirani na otvorenom pogledu blizu ulaza u loptu. Evander Smith, (homoseksualni) odvjetnik skupina koje organiziraju loptu i gay odvjetnik Herb Donaldson pokušali su spriječiti policiju u provođenju četvrte "inspekcije" večeri; obojica su uhićeni, zajedno s dvojicom heteroseksualnih odvjetnika - Elliottom Leightonom i Nancy May - koji su podržavali prava sudionika da se okupe na balu. No, dvadeset i pet najistaknutijih odvjetnika u San Franciscu pridružilo se obrambenom timu za četvoricu odvjetnika, a sudac je naložio poroti da četvoricu utvrdi nevinima prije nego što je obrana uopće imala priliku započeti njihovu argumentaciju kad je slučaj došao na sud. Neki su povjesničari taj događaj nazvali "San Francisco's Stonewall "; sudjelovanje takvih istaknutih parničnika u obrani Smitha, Donaldsona i druge dvojice odvjetnika označilo je prekretnicu u pravima homoseksualaca na zapadnoj obali Sjedinjenih Država.

## Ciljevi
Primarni ciljevi društva bili su:
1. Ujediniti homoseksualce izolirane od svoje vrste";
2. "Educirati homoseksualce i heteroseksualce prema etičkoj homoseksualnoj kulturi paralelnoj s kulturama crnačkih, meksičkih i židovskih naroda";
3. "Voditi socijalno svjesnijeg homoseksualca da pruži vodstvo čitavoj masi društvenih varijanti"; i
4. "Pomoći homoseksualcima koji su svakodnevno viktimizirani kao rezultat ugnjetavanja".

## Pad
Nakon Jenningsovog suđenja, grupa se brzo širila, a osnivači su do svibnja 1953. godine procijenili članstvo u Kaliforniji na više od 2000, a čak 100 ljudi pridružilo se tipičnoj diskusionoj grupi. Članstvo je raznoliko, a uključuje se više žena i ljudi iz šireg političkog spektra. S tim rastom pojavila se i zabrinutost zbog radikalnog lijevog uokvira organizacije. Konkretno, Hal Call i drugi iz San Francisca, zajedno s Kenom Burnsom iz Los Angelesa, željeli su da Mattachine izmijeni svoj statut kako bi razjasnili svoje protivljenje takozvanim "subverzivnim elementima" i potvrdio da su članovi bili lojalni Sjedinjenim Državama i njihovim zakonima (koja je homoseksualnost proglasila nezakonitom). U nastojanju da sačuvaju svoju viziju organizacije, pripadnici Petog reda otkrili su svoj identitet i dali ostavke na vodeće položaje na Mattachineovoj konvenciji u svibnju 1953. godine. Kad su osnivači otišli, Call, Burns i drugi pojedinci istomišljenici preuzeli su društvo a Mattachine je službeno usvojio nekonfrontaciju kao organizacijsku politiku. Neki povjesničari tvrde da su ove promjene smanjile učinkovitost ovog novo organiziranog Mattachinea i dovele do naglog pada članstva i sudjelovanja. Drugi povjesničari tvrde da je društvo Mattachine između 1953. i 1966. bilo izuzetno učinkovito jer je izdavalo časopis, razvijalo odnose sa saveznicima u borbi za homoseksualnu ravnopravnost i utjecalo na javno mnijenje o toj temi.
Tijekom 1960-ih, različita nepovezana društva Mattachine, posebno Mattachine Society u San Franciscu i MSNY, bile su među najistaknutijim grupama za prava homoseksualaca u Sjedinjenim Državama, ali počevši od sredine 1960-ih i, posebno nakon Stonewallovih nereda 1969. godine, počeo se sve više doživljavati previše tradicionalnim i nedovoljno voljnim za sukobljavanje. Poput podjele koja se dogodila unutar Pokreta za ljudska i građanska prava, krajem 1960-ih i 1970-ih donijela je novu generaciju aktivista, od kojih su mnogi smatrali da pokret za prava homoseksualaca treba podržati širu i radikalniju agendu za rješavanje drugih oblika ugnjetavanja, Vijetnamski rat i seksualna revolucija. Nekoliko nepovezanih entiteta koji su išli pod imenom Mattachine na kraju je izgubilo potporu ili postalo žrtvom unutarnje podjele.

## Ostavština i počasti
U stripu Quantum Leap pod naslovom Up Against Stonewall (1992.), Mattachine Society i Kćeri Bilitis spominju se kao dvije skupine koje se zalažu za LGBT prava prije Stonewallskih nereda.
Film Stonewall iz 1995. godine među svoje je likove uključio članove Mattachine Societyja iz New Yorka. Članovi Mattachinea viđaju se kako lete, prisustvuju sastancima i sudjeluju u Godišnjem podsjetniku na pikete u Philadelphiji. Međutim, film postavlja Podsjetnik ranije u ljeto nego što je to stvarno bio, prethodeći neredima u Stonewallu 28. lipnja.
Godine 2002., Mattachine Midwest primljen je u Chicago Gay i Lesbian Hall of Fame.
Godine 2009. Mattachine Society i njegovi osnivači postali su subjekti predstave The Temperamentals Jona Maransa. Nakon izvođenja radionica 2009., predstava se početkom 2010. otvorila izvan Broadwaya na pozornicama New World Stages. The Temperamentals su dobili nagradu Drama Desk za najbolju glumačku ekipu. Michael Urie, koji je pokrenuo ulogu Rudija Gernreicha, dobio je nagradu Lucille Lortel za glavnog glumca. 
Novo društvo Mattachine iz Washingtona, DC, osnovano je 2011. godine i posvećeno je izvornim arhivskim istraživanjima LGBT političke povijesti.
Playboy Club, televizijska serija iz 2011. godine na NBC-u, uključuje lezbijsku Playboy Bunny u braku lavande s homoseksualcem. Njih su dvoje članovi čikaške podružnice Mattachine.
Stepenice Mattachine, poznati i kao stubište Cove Avenue, vanjsko su stubište u Silver Lakeu u Los Angelesu, posvećeno Društvu Mattachine 2012. godine u spomen na svog osnivača Harryja Haya.
Godine 2015. u centru Los Angelesa otvorio se gay bar Bar Mattachine.
U 1. sezoni "Making Gay History", 7. epizoda podcasta govori o suosnivaču Mattachinea Chucku Rowlandu, a 3. epizoda 4. sezone tog podcasta govori o suosnivaču Mattachinea Harryju Hayu.
Restoran "Julius" održava mjesečnu zabavu pod nazivom "Mattachine" u čast ranih pionira prava homoseksualaca.

## Poveznice
- Dick Leitsch
- Prava LGBT osoba u SAD-u
- Popis udruga za prava LGBT osoba
- Kronologija povijesti LGBT-a

## Napomene
1. ↑  Hay i Gernreich bili su zajedno do 1952., kada je Gernreich prekinuo s Hayem.[8]

## Vanjske poveznice
- Mattachine Society of Washington, D.C.
- Mattachine Society, Encyclopedia of Homosexuality
- Mattachine Society, Shreveport, Louisiana
- FBI file on the Mattachine Society
- Documents from the Mattachine Society's archives
- Mattachine-related correspondence of Franklin Kameny